# Arenopontia longiremis
Arenopontia longiremis är en kräftdjursart som beskrevs av Claude Chappuis 1954. Arenopontia longiremis ingår i släktet Arenopontia och familjen Leptopontiidae. Inga underarter finns listade i Catalogue of Life.